# Thmâ Puŏk (gmina)
Thmâ Puŏk – gmina (khum) w północno-zachodniej Kambodży, w północnej części prowincji Bântéay Méanchey, w dystrykcie Thmâ Puŏk. Stanowi jedną z 6 gmin dystryktu.

## Miejscowości
Na obszarze gminy położonych jest 7 miejscowości:
- Thma Puok
- Neak Ta
- Voat Chas
- Kasen
- Svay
- Thnal Dach
- Anlong Trach